# Discurso del Parque Redfern

Paul Keating pronunciando el discurso del Parque Redfern

El discurso del Parque Redfern (en inglés: Redfern Park Speech) fue un discurso pronunciado el 10 de diciembre de 1992 por el entonces primer ministro australiano Paul Keating, en el Parque Redfern, ubicado en el suburbio de Redfern en Sídney.
El discurso abordó los desafíos que enfrentan los indígenas australianos, tanto los aborígenes australianos como los isleños del estrecho de Torres. Todavía se recuerda como uno de los discursos más poderosos de la historia de Australia, tanto por su elocuencia retórica como por su revolucionaria admisión del impacto negativo del dominio blanco en Australia sobre sus pueblos indígenas, cultura y sociedad, en el primer reconocimiento por parte del gobierno australiano del despojo de sus primeros pueblos. Se ha descrito como "un momento decisivo en la reconciliación de la nación con su pueblo aborigen e isleño del Estrecho de Torres".
El espíritu y el nombre del discurso de Redfern de Keating fueron invocados por la Declaración de Redfern, una declaración de política de un gran grupo de organismos indígenas emitida el 9 de junio de 2016, poco antes de las elecciones federales australianas de 2016. Entre otras cosas, la Declaración pidió la creación de un nuevo departamento dedicado a entregar programas para el avance indígena.

## Antecedentes y descripción
Keating pronunció el discurso el 10 de diciembre de 1992, poco más de un año después del inicio de su mandato como Primer Ministro de Australia, ante una multitud de personas predominantemente indígenas reunidas en el Parque Redfern, en Redfern, un suburbio de Sídney. Se otorgó para inaugurar el Año Internacional de las Poblaciones Indígenas del Mundo (1993).
La elección de ubicación de Keating fue significativa. Redfern había sido el centro de la cultura y el activismo aborigen (o más específicamente, Koori) en Sídney durante décadas. El discurso se produjo sólo seis meses después de la histórica decisión Mabo del Tribunal Supremo de Australia, que había anulado la ficción legal de terra nullius y había reconocido el título nativo en Australia por primera vez. El discurso reflejó este cambio de pensamiento y utilizó palabras que reflejan la asociación y la reconciliación, reflejando a su vez una interpretación oficial cambiante de la historia de Australia.
Keating fue el primer premier australiano en reconocer públicamente a los indígenas australianos que los colonos europeos eran responsables de las dificultades que las comunidades aborígenes australianas seguían enfrentando: "Fuimos nosotros los que desposeímos", dijo. "Tomamos las tierras tradicionales y aplastamos la forma de vida tradicional. Trajimos las enfermedades y el alcohol". Continuó: "Nosotros cometimos los asesinatos. Le quitamos a los niños a sus madres. Practicamos la discriminación y la exclusión. Fue nuestra ignorancia y nuestro prejuicio. Y nuestra incapacidad para imaginar que esas cosas se nos pudieran hacer".
El discurso se conoció como el "discurso de Redfern" y ahora es considerado por muchos como uno de los mejores discursos australianos.

## Legado
El discurso de Keating ha sido descrito como "un momento decisivo en la reconciliación de la nación con su pueblo aborigen e isleño del Estrecho de Torres", siendo el primer reconocimiento público del gobierno australiano del despojo de los pueblos de las Primeras Naciones del país.
El discurso de Keating fue el primer paso para que un primer ministro laborista posterior, Kevin Rudd, ofreciera una disculpa formal a los indígenas australianos por las prácticas y políticas gubernamentales pasadas, pronunciada en Canberra en 2008.